# Rüschegg
Rüschegg est une commune suisse du canton de Berne, située dans l'arrondissement administratif de Berne-Mittelland. 
Une petite station de ski a été aménagée dans la localité d'Eywald.